# Bahnhof Lenningsen

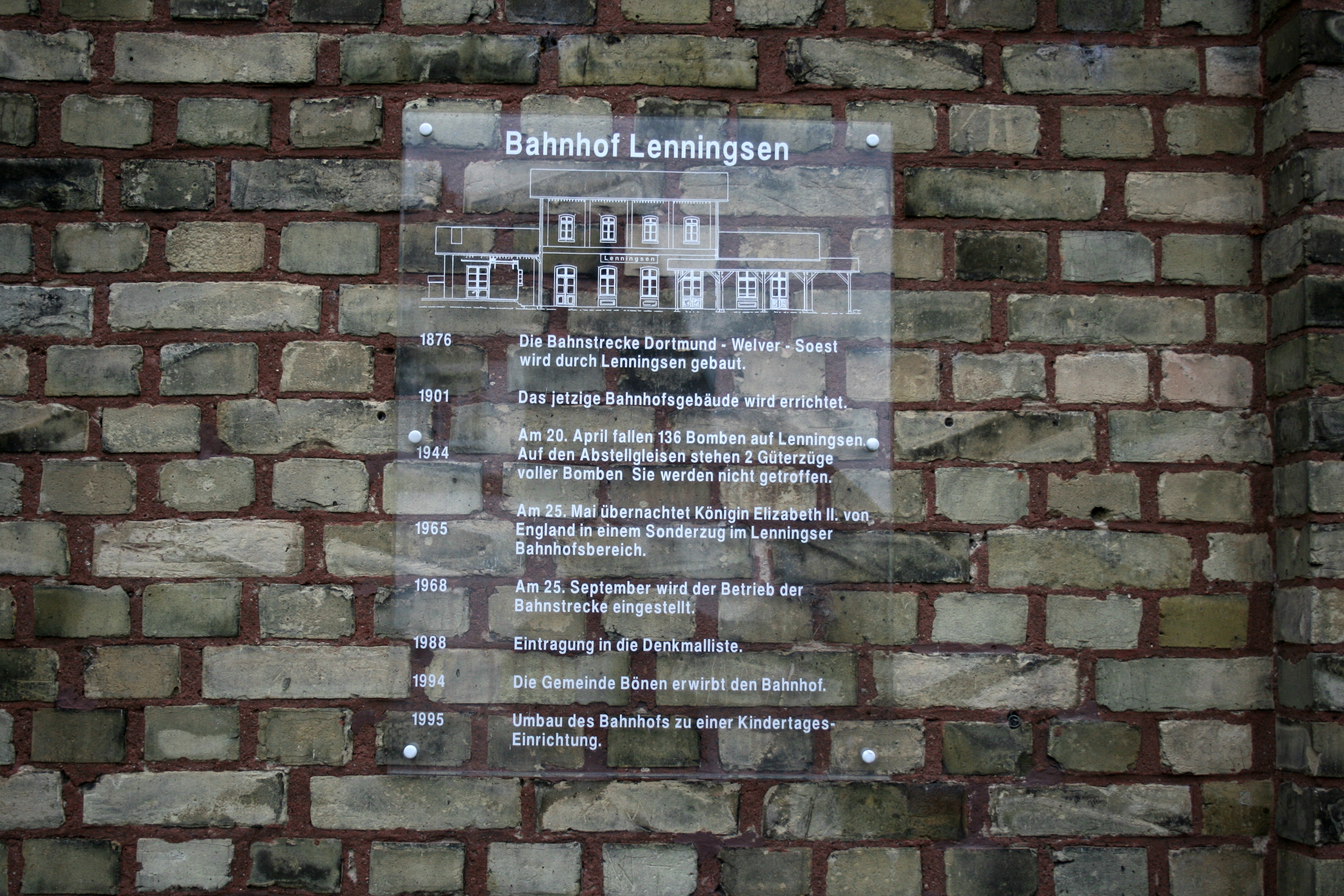
Infoschild zur Geschichte des Bahnhofs

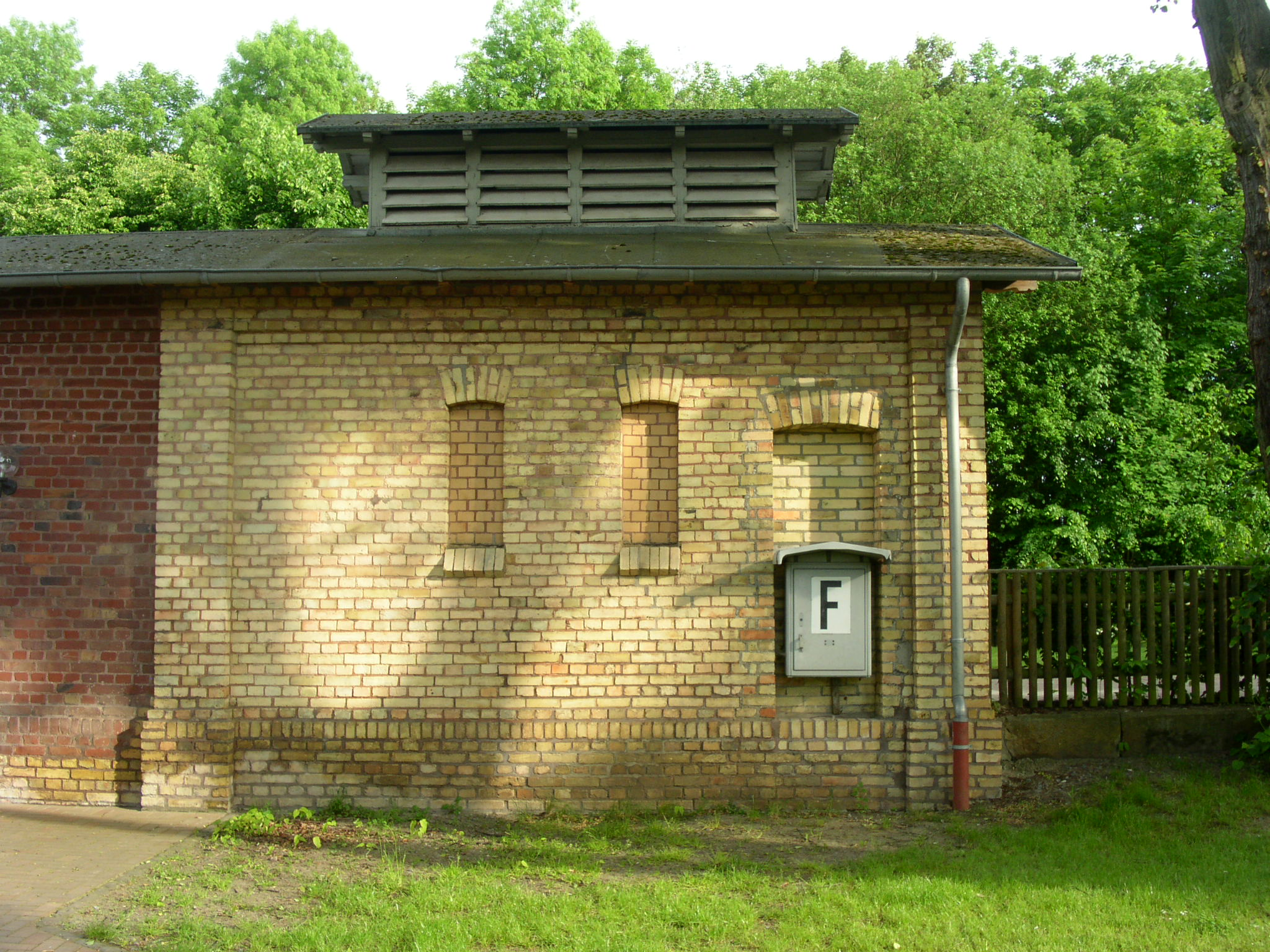
Eines der Nebengebäude

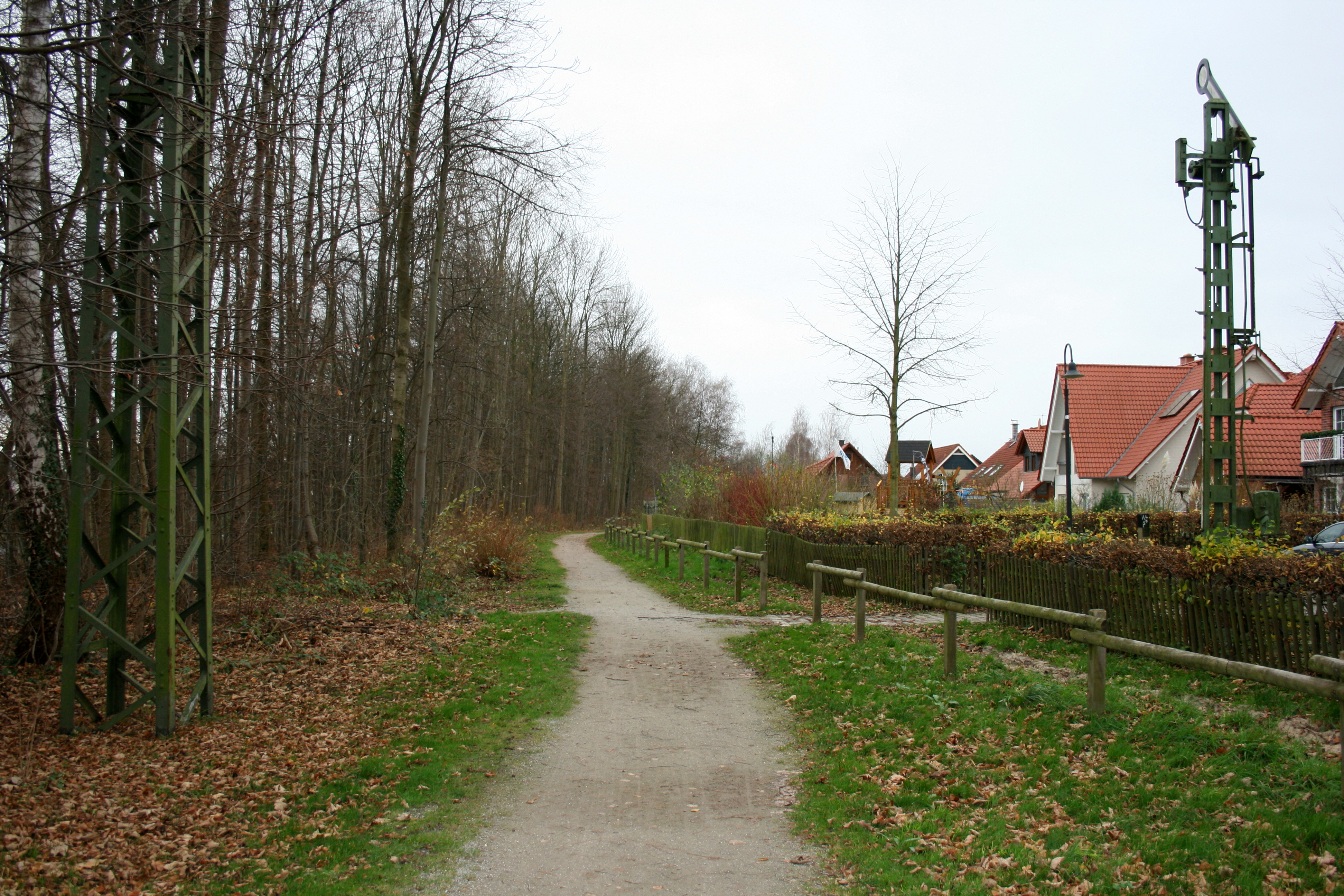
Als Wanderweg umgenutzte ehemalige Bahnstrecke

Der Bahnhof Lenningsen wurde 1901 an der Bahnstrecke Welver – Dortmund erbaut. Heute wird das Gebäude in Bönen-Lenningsen als Kindertagesstätte und Bürgerzentrum, die ehemalige Bahntrasse als Rad- und Wanderweg genutzt. Der Bahnhof ist Teil der Route der Industriekultur.

## Gebäude
Bereits seit Inbetriebnahme der Bahnstrecke 1876 existierte eine Holzbaracke in Lenningsen, in der die Bahnbediensteten arbeiteten und wo die Reisenden abgefertigt wurden. 1901 wurde aus gelben Ziegeln das zweigeschossige Bahnhofsgebäude mit flachgeneigtem Satteldach und eingeschossigen Anbauten an beiden Seiten errichtet. Gesimse aus Backstein, Lisenen und ein Mittelrisalit wurden als Gestaltungselemente benutzt. Im Gebäude waren die Abfertigungsbüros, Wartesäle der 1. bis 4. Klasse, die Güterabfertigung und eine Wohnung für den Bahnhofsvorsteher untergebracht. In den Nebengebäuden befanden sich die Toiletten und Stallungen.

## Geschichte
1876 verkehrten zwei Schnellzug-Paare pro Tag über die Strecke vom Dortmunder Südbahnhof über Kassel nach Leipzig. 1930 gab es neben mehreren Personenzügen auch zwei Eil- und vier Schnellzugpaare, die Leipzig, Dresden oder Berlin ansteuerten.
Im Zweiten Weltkrieg war die Bahnstrecke eine wichtige Nachschubstrecke der deutschen Wehrmacht. Der Bahnhof wurde mehrfach bombardiert, aber nicht beschädigt. Züge wurden von Tieffliegern außerhalb des Bahnhofs angegriffykeen und blieben teilweise zerschossen auf offener Strecke liegen. Am Bahnhofsgebäude wurden die beiden nationalsozialistischen Propagandaparolen „Räder müssen rollen für den Sieg!“ und „Erst siegen, dann reisen“ angebracht.
Nach dem Kriegsende fand zunächst ein Pendelverkehr zwischen Dortmund Süd und Welver/Soest statt. Dazu kamen noch Flüchtlings- und alliierte Truppentransporte. 1946 wurde der planmäßige Personenverkehr nach Dortmund und Unna wieder aufgenommen, er endete mit dem Winterfahrplan 1962/63. Die Dienststelle des Bahnhofs war bereits sechs Jahre zuvor aufgelöst worden.
Am 25. Mai 1965 übernachtete Königin Elisabeth II. anlässlich ihres ersten Deutschlandbesuches in ihrem Sonderzug auf dem Lenningser Bahnhofsgelände, bevor sie, begleitet von Prinz Philip, die Truppen der Rheinarmee in Soest besuchte. Der Sonderzug traf um 21.09 Uhr in Lenningsen ein und verließ den Bahnhof am folgenden Morgen um 9.35 Uhr. Elisabeth II. blieb im Zug und winkte den versammelten Bewohnern sowie den Kindern der Ermelingschule zu, die sie mit einem Ständchen geweckt hatten.
1968 wurden der Bahnhof und die Strecke zwischen Unna-Königsborn und Welver stillgelegt, 1969 folgte der Gleisabbau. 1975 errichtete der Kreis Unna auf der ehemaligen Bahntrasse einen Rad-, Reit- und Wanderweg bis zur Kreisstraße zwischen Flierich und Hemmerde. 1997 wurde dieser bis Hamm-Hasenvöhde ausgebaut.
Das Bahnhofsgebäude wurde 1972 privat erworben. Von 1977 bis 1985 lebten dort mehrere Wohngemeinschaften, in der ehemaligen Gepäckabfertigung war ein Künstleratelier eingerichtet.
Ab 1985 standen die Gebäude leer, 1988 wurden sie unter Denkmalschutz gestellt. 1994 kaufte die Gemeinde Bönen den Lenningser Bahnhof. Die evangelische Kirchengemeinde Flierich plante, dort einen zweizügigen Kindergarten zu errichten. Im Rahmen der Renovierung gab es Diskussionen zwischen den Dorfbewohnern und den Politikern über die Beseitigung der in den Kriegsjahren angebrachten Propagandaparolen. Die Interessengemeinschaft Lenningsen baute mit Hilfe von Spenden und Eigeninitiative die Nebengebäude (Toiletten und Stallungen) zu einem Abstellraum für den Kindergarten und einem Bürgerzentrum um und konnte sie damit erhalten. Die hölzerne Bahnsteighalle auf der Rückseite des Bahnhofgebäudes wurde aufwendig rekonstruiert. 1996 eröffnete der Kindergarten.
Zur Erinnerung an den Besuch von Königin Elisabeth II. vor 30 Jahren wurde 1995 ein Blumenbeet mit „Elisabeth-Rosen“ angelegt. Im Winter 2009/2010 gingen diese aufgrund von Frostschäden ein; das Beet wurde anschließend eingeebnet. 2011 gestaltete die Interessengemeinschaft das Beet neu und pflanzte wiederum die Edelrose „The Queen Elizabeth Rose“ an.
Das 100-jährige Bestehen des Bahnhofs wurde 2011 mit einer Ausstellung und Feierstunde begangen. Er liegt an der Route der Industriekultur, Themenroute 10: Sole, Dampf und Kohle.